# Elizabeth (film)
Pour les articles homonymes, voir Élisabeth.
Série
Elizabeth : L'Âge d'or
(2007)
Pour plus de détails, voir Fiche technique et Distribution.
Elizabeth est un film britannique du réalisateur indien Shekhar Kapur, sorti en 1998, sur la vie de la reine d'Angleterre Élisabeth Ire.
Il évoque l'ascension au trône d'Angleterre de la reine Élisabeth Ire (1533-1603) interprétée par Cate Blanchett. Plusieurs acteurs célèbres font partie du casting, comme Geoffrey Rush, Christopher Eccleston, Joseph Fiennes, John Gielgud, Fanny Ardant et Richard Attenborough. Une suite a été réalisée en 2007, également par Shekhar Kapur : Elizabeth : L'Âge d'or, dont l'action se situe 30 ans plus tard.
Ce film a rendu célèbre l'actrice australienne Cate Blanchett dans le monde entier. Elle a remporté plusieurs récompenses pour son portrait d'Élisabeth, notamment un BAFTA et un Golden Globe en 1998. Le film a quant à lui été nommé dans la section meilleur film britannique lors des BAFTA 1998. Elizabeth a été nommé dans sept catégories lors de la cérémonie des oscars, comprenant celles du meilleur film et de la meilleure actrice. Il a reçu l'Oscar du meilleur maquillage.
Le film montre l'accession au trône de la jeune Élisabeth après la mort de sa demi-sœur Mary Ire, qui l'avait emprisonnée. Son règne sur un royaume divisé et ruiné est perçu comme faible et menacé par l'invasion de la France ou de l'Espagne des Habsbourg. Pour la future stabilité et sécurité de la couronne, son conseiller William Cecil la presse de se marier. Ses prétendants sont le catholique Philippe II d'Espagne ou le Français Henri, duc d'Anjou. Elle se lance malgré tout dans une liaison avec le très inapproprié Robert Dudley.
Élisabeth doit également lutter contre des menaces internes, comme celles venant du puissant quatrième duc de Norfolk ainsi que des armées de Marie de Guise, placées en garnison en Écosse. Elle fait face à des complots romains menés par le pape Pie V. Épaulée par son maître espion Francis Walsingham, elle met fin à la fois aux menaces internes et externes, exécutant sans pitié les comploteurs. Élisabeth met finalement un terme à sa liaison et se résout à n'épouser personne excepté l'Angleterre. Le film se termine sur une Élisabeth adoptant le personnage de reine vierge et déclarant : « je suis mariée à l'Angleterre », initiant l'âge d'or de l'Angleterre.

## Synopsis
Fille du roi Henri VIII et d'Anne Boleyn, Élisabeth est déclarée illégitime à la mort de sa mère, décapitée pour haute trahison en 1536.
En 1558, la reine Marie Tudor — fille de Catherine d'Aragon, première épouse d'Henri VIII — est très malade (probablement un cancer de l'utérus). Comme la reine n'a pas d'héritier, les catholiques, avec à leur tête le duc de Norfolk, craignent que sa demi-sœur Élisabeth, protestante, lui succède.
Ils convainquent la reine de faire emprisonner celle-ci dans la tour de Londres. En dépit des pressions de Norfolk, Marie refuse cependant d'aller plus loin et de faire exécuter sa demi-sœur. Elle se contente de l'assigner à résidence, ce qui fait qu'à sa mort, Élisabeth devient reine.
Les débuts de son règne sont difficiles : le pays est ravagé par des guerres intestines, le clergé, fidèle au pape, lui est hostile et les caisses sont vides. Norfolk et son entourage la poussent à la faute en lui conseillant une guerre contre l'Écosse, puis sabotent l'opération qui tourna au désastre. Au bord du désespoir, elle n'a guère que son tout nouveau conseiller Francis Walsingham, personnage machiavélique mais efficace, pour la soutenir.
Son vieux et fidèle conseiller, sir William Cecil, presse la jeune reine de trouver un prétendant pour avoir au plus vite un héritier afin de stabiliser son trône et d'éviter que celui-ci ne revienne à nouveau aux mains des catholiques.
Elle fait face aux multiples ambitions et trahisons qui ponctuent la vie à la Cour. Son cousin, le duc de Norfolk, complote avec la reine d'Écosse, Marie de Guise, complot soutenu par le pape qui envoie même un prêtre fanatique pour l'assassiner.
Cecil organise une rencontre avec le duc d'Anjou (futur roi de France sous le nom d'Henri III). Mais, lors de sa visite, celui-ci se révèle être fantasque et homosexuel, ce qui fait échouer le projet. Pour éviter que son pays ne tombe sous la coupe de l'Espagne, elle élude ensuite un second projet d'union, cette fois avec le roi Philippe II d'Espagne, le plus puissant souverain du moment.
En fait Élisabeth refuse les avances de ses nombreux prétendants également par amour pour Robert Dudley, son ami d'enfance, qui la déçoit cependant en se faisant maladroitement le porte-parole du parti espagnol auprès d'elle.
Suite a plusieurs tentatives d'assassinat d'Élisabeth, Francis Walsingham, son âme damnée, va en Écosse rencontrer Marie de Guise, soi-disant pour se mettre à son service, mais en fait pour rendre la pareille aux catholiques et c'est ainsi que la reine d'Écosse est assassinée.
Mais le principal complot contre Élisabeth émane du pape lui-même, dont Norfolk est en Angleterre le bras séculier.Toutefois ce complot est déjoué, et les principaux comploteurs sont éliminés tandis que Norfolk lui-même est décapité. Seul Dudley est épargné par la reine, officiellement pour que sa seule présence lui rappelle le danger auquel elle a échappé, en fait parce qu'elle a toujours du sentiment pour lui.
Une fois ses ennemis éliminés, la reine décide de renoncer à toute alliance par mariage. Elle proclame ainsi être mariée à l'Angleterre et à elle seule. Elle demeurera donc durant le reste de son long règne et pour l'Histoire "La reine vierge".

## Fiche technique
- Titre : Elizabeth
- Réalisation : Shekhar Kapur
- Scénario : Michael Hirst
- Musique : David Hirschfelder
- Photographie : Remi Adefarasin
- Montage : Jill Bilcock
- Décors : John Myhre et Jonathan Lee
- Costumes : Alexandra Byrne
- Production : Tim Bevan, Liza Chasin (en), Eric Fellner, Debra Hayward, Alison Owen
- Société de production : Working Title Films, Polygram Filmed Entertainment, Channel Four Films
- Société de distribution : Gramercy Pictures (États-Unis) ; PolyGram Film Distribution (France)
- Budget : 30 000 000 $[1]
- Lieux de tournage :  Angleterre[2]
- Pays de production :  Royaume-Uni
- Langues originales : anglais, français, latin
- Format : couleurs - 1,37:1 - DTS - 35 mm
- Genre : biographique, historique
- Durée : 124 minutes
- Dates de sortie :
  - Royaume-Uni : 2 octobre 1998
  - France : 11 novembre 1998
  - États-Unis : 22 novembre 1998

## Distribution
- Cate Blanchett (VF : Isabelle Gardien) : Élisabeth Ire

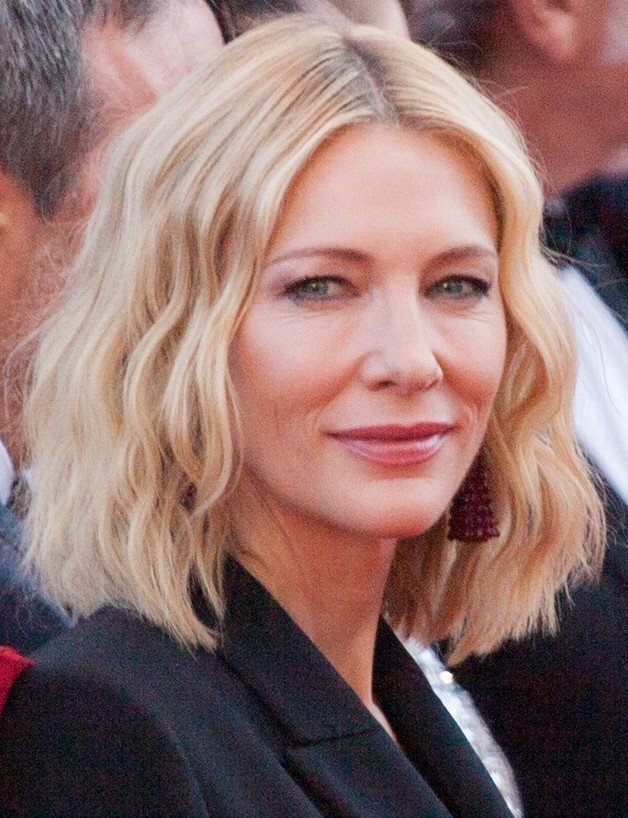
L'actrice Cate Blanchett incarne la reine Élisabeth Ire.

- Geoffrey Rush (VF : Jean-Louis Cassarino) : sir Francis Walsingham
- Christopher Eccleston (VF : Samuel Labarthe) : le duc de Norfolk
- Joseph Fiennes (VF : Jacques Gamblin) : Robert Dudley, 1er comte de Leicester
- Richard Attenborough (VF : Jean Négroni) : sir William Cecil
- Fanny Ardant (VF : elle-même) : Marie de Guise
- Vincent Cassel (VF : lui-même) : Henri d'Anjou
- Éric Cantona (VF : lui-même) : Paul de Foix, ambassadeur de France
- Jean-Pierre Léaud
- Daniel Craig (VF : Thierry Buisson) : John Ballard
- Kathy Burke (VF : Monique Mauclair) : Marie Tudor
- John Gielgud (VF : Jean Dautremay) : le pape Pie V
- Edward Hardwicke (VF : Michel Robin) : Henry FitzAlan, 19e comte d'Arundel
- Emily Mortimer (VF : Caroline Victoria) : Kat Ashley
- Rod Culbertson (VF : Christian Blanc) : le maître Ridley
- Amanda Ryan (VF : Claire Keim) : Lettice Howard
- George Yiasoumi : Philippe II d'Espagne
- James Frain (VF : Simon Abkarian) : Alvaro de la Quadra (en), ambassadeur d'Espagne
- Jamie Foreman (VF : Pascal Bongard) : le comte de Sussex
- Kelly Macdonald (VF : Julie-Anne Roth) : Isabel Knollys
- Angus Deayton (VF : Jean-Luc Galmiche) : Waad, le chancelier de l'Échiquier
- Paul Fox : Male Martyr
- Michael Beint : Owen Oglethorpe (évêque de Carlisle)
- Terence Rigby : l'évêque Stephen Gardiner

 Source et légende : version française (VF) sur RS Doublage

## Autour du film
La même année, les acteurs Joseph Fiennes (Robert Dudley) et Geoffrey Rush (Francis Walsingham) ont également joué dans Shakespeare in Love, respectivement les rôles de William Shakespeare et de Philip Henslowe, film dans lequel la reine Élisabeth Ire est jouée par Judi Dench. Lors de la 71e cérémonie des Oscars qui eut lieu en 1999, les deux actrices qui ont interprété le rôle de la reine Élisabeth Ire, Cate Blanchett dans Elizabeth et Judi Dench dans Shakespeare in Love ont été nommées respectivement dans la catégorie meilleure actrice et meilleure actrice dans un rôle secondaire (Oscar que Judi Dench a finalement remporté).
Le poème que récite Robert Dudley à Élisabeth est un sonnet écrit par Philip Sidney, gendre de Francis Walsingham, conseiller de la reine.
Ce fut le dernier film de John Gielgud, décédé en 2000 (Jules César, Le Crime de l'Orient-Express, Elephant Man, Shine), qui interprète ici le pape et le dernier de Richard Attenborough, décédé 14 ans plus tard.

### Production
Les costumes et accessoires de la scène du couronnement sont inspirés du portrait du couronnement d'Élisabeth, The Coronation of Elizabeth
Cate Blanchett fut choisie pour interpréter Élisabeth après que Kapur eut vu une bande-annonce de Oscar and Lucinda.
D'après le commentaire du réalisateur, Kapur a mentionné que le rôle du pape (interprété par John Gieguld) avait d'abord été proposé à Marlon Brando, qui avait accepté. Cependant, cette décision fut révisée quand Kapur se rendit compte que beaucoup de personnes seraient probablement gênées à l'idée de partager le plateau avec Brando pendant deux jours. Plus tard, après que Gieguld avait repris le rôle, Kapur suggéra, en vain, que l'accent du pape devait être italien ; tous les acteurs britanniques qui étaient présents furent horrifiés qu'un réalisateur demande à John Gielgud de parler avec un accent qui « n'était pas celui de John Gielgud ».
Une grande partie du tournage en intérieur, représentant le palais royal, fut réalisé dans divers endroits de la cathédrale de Durham — reconnaissable à sa nef unique.

### Réception
Le film a été présenté pour la première fois en septembre 1998 à la Mostra de Venise, où il reçut le Max Factor Award des meilleurs maquillages, attribué à Jenny Shircore.
Il a rapporté 82 150 642 $ au niveau mondial, pour un budget initial de 30 000 000 $.
En regard du box-office, le film est noté à 81 % sur le site Rotten Tomatoes, regroupant 59 critiques et est évalué à 3,6/5 pour 845 notes sur le site d'Allociné.
Le critique du Chicago Sun-Times Roger Ebert a écrit :

« À travers les yeux du réalisateur indien Shekhar Kapur, Elizabeth n'est pas un chef-d'œuvre de théâtre, mais un mélange de couleurs et d'émotions riches et saturées. La texture du film est à recommander à elle seule, même séparée de l'histoire. »

— Roger Ebert, Chicago Sun-Times, 20 novembre 1998.
Le site de la chaîne de télévision britannique BBC a publié en 2000 la critique suivante :

« Malgré les yeux brillants et les somptueuses parures de la cour, ce drame historique intelligent évite habilement les marécages des fantasmes nostalgiques. Le réalisateur Kapur tire le meilleur d'une distribution exceptionnelle et nous offre à la fois une atmosphère romantique et une exploration mature d'un thème d'importance - la sombre hypocrisie, la trahison et l'ambition malsaine qui régnaient au cours de cette période sanguinaire en Grande Bretagne. »

— Matt Ford, BBC, 27 octobre 2000.
Par ailleurs, la Ligue catholique pour les droits civils et religieux (Catholic League for Religious and Civil Rights) a qualifié le film d'« anti-catholique », considérant qu'il donne l'« impression que les conflits religieux étaient tous le fait de l'Église catholique ». De plus la Ligue s'appuie sur la critique du New York Times, qui affirmait également que le film était « résolument anti-catholique », le tout complété par un « pape magouilleur », et elle répéta qu'un autre journal, le Buffalo News, avait écrit que « chaque catholique du film est sombre, cruel et sournois ».

### Bande originale
La bande originale a été composée par David Hirschfelder :
1. Elizabeth : Overture - 4:44
2. Love Theme : Arrest - 3:08
3. Tonight I Think I Die - 4:22
4. Walsingham - 2:05
5. Night Of The Long Knives - 4:12 (adapté d'une composition de William Byrd)
6. Coronation Banquet - 6:34
7. Love Theme - 1:48
8. Aftermath - 5:19
9. Parliament - 4:08
10. Rondes - 4:32
11. Conspiracy - 3:21
12. Ballard - 3:53
13. One Mistress, No Master - 4:25
14. Nimrod - 4:30 (tiré d’Enigma Variations de Edward Elgar)
15. Requiem - 5:10 (de Mozart)

L'album a remporté le BAFTA de la meilleure musique de film, et a été nommé à l'Oscar de la meilleure musique de film.

## Distinctions

### Récompenses
- Oscars du cinéma : meilleur maquillage pour Jenny Shircore
- BAFTA Awards : meilleur film britannique, meilleur acteur dans un rôle secondaire pour Geoffrey Rush, meilleure actrice dans un rôle principal pour Cate Blanchett, meilleure musique de film pour David Hirschfelder, meilleure photographie pour Remi Adefarasin, meilleurs maquillages et coiffures pour Jenny Shircore
- Critics Choice Awards : meilleure actrice pour Cate Blanchett, meilleure révélation pour Joseph Fiennes
- Chicago Film Critics Association Awards : meilleure actrice pour Cate Blanchett
- Empire Awards : meilleure actrice pour Cate Blanchett
- Golden Globes : meilleure actrice dans un drame pour Cate Blanchett
- London Critics Circle Film Awards : actrice de l'année pour Cate Blanchett, production britannique de l'année
- Mostra de Venise : meilleurs maquillages pour Jenny Shircore
- National Board of Review : meilleur réalisateur pour Shekhar Kapur
- Online Film Critics Society Awards : meilleure actrice pour Cate Blanchett
- Satellite Awards : meilleurs costumes pour Alexandra Byrne, meilleure actrice dans un drame pour Cate Blanchett
- Nikkan Sports Film Award 1999 : meilleur film étranger

### Nominations
- Oscars du cinéma : meilleur film ; meilleure actrice dans un rôle principal pour Cate Blanchett ; meilleure direction artistique pour John Myhre et Peter Howitt ; meilleure photographie pour Remi Adefarasin ; meilleurs costumes pour Alexandra Byrne ; meilleure musique de film pour David Hirschfelder
- Art Directors Guild : meilleure direction artistique pour John Myhre, Lucy Richardson, Poppy Luard et Jonathan Lee
- BAFTA Awards : meilleur film, meilleur réalisateur pour Shekhar Kapur, meilleur scénario original pour Michael Hirst, meilleurs costumes pour Alexandra Byrne, meilleur montage pour Jill Bilcock, meilleure direction artistique pour John Myhre
- Critics Choice Awards : meilleur film
- Chicago Film Critics Association Awards : meilleure photographie pour Remi Adefarasin ; meilleure musique originale pour David Hirschfelder
- Golden Globes : meilleur réalisateur pour Shekhar Kapur, meilleur film dramatique
- MTV Movie Awards : révélation féminine de l'année pour Cate Blanchett
- Satellite Awards : meilleur réalisateur pour Shekhar Kapur ; meilleur film dramatique ; meilleure direction artistique pour John Myhre
- Screen Actors Guild Awards : meilleure actrice dans un rôle principal pour Cate Blanchett

## Inexactitudes historiques
Le film prend beaucoup de libertés avec l'histoire, pour privilégier l'effet dramatique.

### Inexactitudes des comportements ou relations
- Le thème central du film est la rapide transformation de la jeune femme romantique en une reine vierge austère, un rôle qu'Élisabeth endosse à contrecœur dans sa volonté de sécuriser sa position de pouvoir. En réalité, le culte de la reine vierge prit réellement effet à la suite de la dernière proposition de mariage qui fut faite à Élisabeth environ vingt ans après son accession au trône. L'échec d'Élisabeth face au mariage a été représenté comme un acte sacrificiel, dans le but de protéger l'Angleterre d’éventuelles intrusions étrangères. Suivant ce thème artistique, Élisabeth dans le film met un terme à toutes ses relations personnelles ou romantiques, ne conservant que celle qui la lie au personnage machiavélique de Walsingham. Les détails historiques de sa vie sont utilisés, particulièrement sa relation proche avec Dudley, Cecil et Ashley, afin de suivre le fil conducteur du film.
- À la fin du film, Élisabeth décide de se raser la tête pour ressembler à une vierge. En réalité, elle ne s'est jamais rasé ni coupé les cheveux. Un jour, quelqu'un entra dans sa chambre sans savoir qu'elle était toujours au lit, et rapporta que les cheveux de la reine étaient « tout autour de ses oreilles ». Dans le film, on la montre portant une perruque, et bien que la véritable Élisabeth en ait effectivement porté une dans sa vie, c'était dans le but de cacher ses cheveux fins et épars, résultat de son combat contre la variole.
- Dans le film, Robert Dudley est l'amant d'Élisabeth ; cependant, même si leur relation était romantique, il n'a jamais été certifié qu'elle était sexuelle. Dans tous les cas, comme il s'était marié quelques années après la mort d'Henry VIII, Élisabeth aurait volontairement eu des relations sexuelles avec un homme marié. Le film montre qu'elle met un terme à cette relation quand elle découvre que Dudley est marié.
- Le film montre Robert Dudley flirtant et plus tard ayant des rapports sexuels avec Lettice Knollys. En réalité, Lettice était mariée à Walter Devereux à cette période, et si elle a bien flirté brièvement avec Dudley, elle est retournée vers son mari à qui elle a donné beaucoup d'enfants, dont Robert Devereux, le futur favori d'Élisabeth. En fait, aucune relation entre Dudley et Knollys n'a eu lieu avant 1573, au moins.
- Dans le film, Kat Ashley est une dame de compagnie, du même âge qu'Élisabeth et lui porte une très grande amitié. En réalité, Ashley avait 31 ans de plus qu'Élisabeth, elle était sa gouvernante et Élisabeth lui resta dévouée jusqu'à sa mort.
- William Cecil n'avait pas encore quarante ans au début du règne d'Élisabeth, contrairement à son portrait cinématographique où on le représente comme plus vieux. Il ne fut pas non plus renvoyé par la jeune reine. Il resta l'un de ses plus fidèles conseillers jusqu'à sa mort, peu avant celle de la reine.
- Francis Walsingham avait la vingtaine quand Élisabeth fut couronnée, il n'était pas l'homme d'âge mûr interprété par Geoffrey Rush. Son influence politique est exagérée dans le film.
- Le duc de Norfolk était un jeune homme de 22 ans quand Élisabeth accéda au trône, et non d'une trentaine d'années comme dans le film. Il avait 36 ans quand il fut exécuté en 1572.
- Dans le film, il est suggéré que Marie de Guise est assassinée par Walsingham, en réalité, Marie de Guise meurt le 10 juin 1560 au château d'Edimbourg.

### Inexactitudes dans la chronologie
- Dans le film, la reine Marie Ire meurt après une grossesse nerveuse. En réalité, Marie mourut trois ans après cette grossesse nerveuse, d'un cancer des ovaires ou du typhus.
- La conspiration du duc de Norfolk est un mélange de plusieurs événements. Dans le film, il est arrêté et sommairement exécuté pour avoir tenté de supplanter Élisabeth et d'épouser Marie, reine d'Écosse, pour consolider sa prise du trône. En réalité, Norfolk a été emprisonné en 1569 pour avoir tenté d'épouser Marie, reine d'Écosse, sans permission, mais fut finalement relâché. Il fut ensuite impliqué dans le complot de Ridolfi en 1572 (trois ans plus tard) pour mettre Marie, reine d'Écosse, sur le trône. Il fut jugé et exécuté. Contrairement au portrait qui est fait de lui dans le film, où il apparaît comme un homme puissant et sans scrupules, il était en fait un homme faible, facilement manipulé par les autres.